# Mérenptah
Pour les articles homonymes, voir Mérenptah (homonymie).
Mérenptah (ou Mineptah, Merneptah) (né entre 1269/62 avant l'ère commune, mort vers 1202 avant l'ère commune) est le quatrième pharaon de la XIXe dynastie et règne vers 1212 à 1202 avant l'ère commune.
Né de la grande épouse royale Isis-Néféret, Mérenptah est le treizième fils de Ramsès II. Ayant survécu à son père contrairement à ses douze frères aînés, il hérite d'un pays au faîte de sa gloire, dominant une vaste partie de la région et qui sort d'une longue période de paix consécutive notamment au traité de paix passé avec les Hittites, l'autre puissance internationale du moment. Le pays jouit alors d'une grande prospérité et est couvert de monuments à la gloire des dieux et de pharaon. Cette stabilité est remise en cause par de nouveaux dangers auxquels Mérenptah a dû se confronter dès le milieu de son règne en l'an 5 lors d'une tentative d'invasion massive du pays par les Libyens menés par Meryey. Il sort vainqueur de cette épreuve et restaure la puissance du pays sur toutes ses frontières. Avec sa mort commence la crise dynastique, peut-être née d'une inimité entre deux de ses fils, nés d'épouses différentes.

## Biographie

### Généalogie
Mérenptah est le treizième fils de Ramsès II et de la grande épouse royale Isis-Néféret.
Sa principale épouse se nommait Iset-Nofret II. Plusieurs membres de la famille royale portaient ce nom à cette époque et l'identité exacte de cette épouse est encore débattue. Plusieurs hypothèses ont été proposées :
- il pourrait s'agir de la fille de Ramsès II, cette hypothèse est fragile car, dans la documentation, jamais la reine Isis-Néféret, épouse de Mérenptah, ne porte le titre de sat nésou (« fille de roi »), et jamais la princesse Isis-Néféret, fille de Ramsès II, n'est indiquée en tant qu'épouse de Mérenptah[5],
- il pourrait s'agir de la fille de Khâemouaset (l'un des fils de Ramsès II et Isis-Néféret se nomme Khâemouaset, nom qu'il aurait reçu en l'honneur de son grand-père maternel[5]) ; cependant, cette princesse portait également le titre de  « fille de roi » selon une inscription de sa tombe à Saqqarah, et a contrario, aucun titre n'indique qu'elle était épouse royale ou mère royale[6],
- la reine pourrait ne pas être d'origine royale, Mohamed El-Bialy suggère qu'elle soit la fille du vizir Panéhésy, en effet, trois documents (deux stèles de Gebel Silsileh et une statue de Deir el-Médineh) semblent indiquer une certaine proximité entre le couple royal et le vizir[7].

Le roi et la reine Iset-Nofret II ont eu au moins trois enfants : les princes Séthi-Mérenptah (futur roi Séthi II) et Khâemouaset et la princesse Isis-Néféret. On lui attribue aussi un autre prince nommé Mérenptah (en), même si ceci n'est pas certain car les attestations de ce prince pourraient renvoyer au roi Mérenptah quand il était encore prince sous le règne de son père Ramsès II.
Il est également possible que le roi ait eu une seconde épouse, sa demi-sœur Takhat Ire, avec qui il aurait eu un fils, le futur usurpateur Amenmes,. En effet, une statue de la reine Takhat, située dans la grande salle hypostyle du temple de Karnak et datant du règne d'Amenmes, a été usurpée par Séthi II. Sur cette statue était écrit sat nésou, mout nésou (« fille de roi, mère du roi »), l'inscription a été modifiée lors de l'usurpation pour remplacer mout, « mére », par hémet, « épouse », semblant indiquer que Séthi II ne considérait plus Takhat comme mère de roi (Amenmes l'usurpateur) mais toujours comme épouse de roi (Mérenptah). Une seconde statue (CG 1198), située au Caire et usurpée par Séthi II, représente à nouveau la reine Takhat « fille royale et grande épouse royale qui s'unit à son Horus ». L'absence de modification de l'inscription se rapportant à la reine indiquerait que la statue daterait de Mérenptah.

### Prince royal

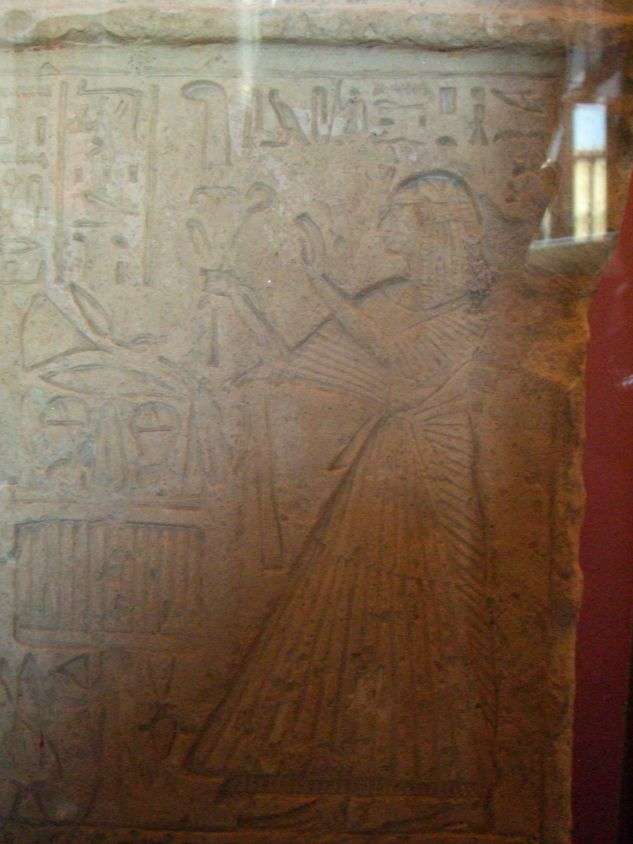
Relief représentant Mérenptah en prince héritier, orné sur le front de l'uræus royal, symbole de sa destinée - Musée du Louvre.

Cadet d'une nombreuse fratrie, on situe sa naissance entre l'an dix et l'an dix-sept de son père ou entre l'an cinq et l'an dix de son père. Élevé à la cour en compagnie de ses frères aînés qui occupent successivement les plus hautes charges à la cour de leur père, et sont tour à tour désignés comme prince héritier, Mérenptah, passé l'âge de l'enfance, entame alors une carrière dans l'administration royale puis dans l'armée de Ramsès II.
Les documents les plus anciens mentionnant Mérenptah ne le nomme qu'en tant que « fils royal », ou encore « fils royal de son ventre », il devait à cette époque être encore trop jeune pour assumer une quelconque charge. Puis, encore adolescent, il devient « scribe royal », comme l'atteste une stèle du Gebel Silsileh : si les contours de la fonction associée à un tel titre sont vagues, il renvoie en tout cas à la haute administration. Puis des fonctions religieuses et militaires viennent s'ajouter à ce titre : un bloc trouvé à Athribis indique « préposé aux nobles de celui apaise les dieux, le scribe royal, général et fils royal, Mérenptah » ; ce titre de « préposé aux nobles de celui apaise les dieux » (iry-pât séhetep nétjérou) pourrait indiquer qu'il est le délégué royal chargé des offrandes destinées aux dieux, peut-être plus spécifiquement ceux d'Athribis ; quant au titre de « général », il devait renvoyer à un statut au sein d'une instance de type état-major où le prince, encadré par des officiers de profession, pouvait être formé et conseillé.
Une statue, découverte à Tanis où elle a été déplacée plus tardivement, peut-être pendant la XXIe dynastie, a été usurpée de Sésostris Ier et présente des inscriptions correspondant à plusieurs étapes de la vie de Mérenptah, à savoir simple prince puis prince héritier. Cette statue porte les titres suivants : « préposé aux nobles de celui qui est à la tête du Double-Pays, le scribe royal, responsable du Trésor, général, prince Mérenptah » ; ainsi le titre de « scribe royal » est maintenant associé à un secteur particulier de l'administration, tandis que le titre de « préposé aux nobles » a changé, caractérisant une évolution dans les charges de Mérenptah, cette fonction était d'ailleurs peut-être valable dans tout le territoire. Il est à noter que cette statue a parfois été attribuée à un prince Mérenptah qui serait alors le fils du roi Mérenptah.
Plus tard, pendant la période où Khâemouaset est le prince héritier, un bloc d'Athribis, un relief de Bubastis et la statue usurpée de Sésostris Ier citée précédemment illustrent l'évolution de la carrière de Mérenptah. Ainsi, sur le relief de Bubastis, Mérenptah, offrant de l'encens à Amon-Rê, est qualifié de « Son aimé et loué, le prince, le supérieur du Double-Pays, le scribe royal, responsable du trésor, le général en chef, le fils royal, Mérenptah, justifié ». Il peut être remarqué que l'ensemble de la documentation provient du Delta du Nil, indiquant probablement que c'est dans cette région que le prince a effectué l'ensemble de sa carrière.
À la mort de son frère aîné Khâemouaset en l'an 55 du règne de Ramsès II, Mérenptah devient le prince héritier. Toutefois, ses titres n'évoluent pas vraiment. Les différents documents combinent, sous des libellés parfois légèrement différents, les fonctions suivantes : « préposé aux nobles de celui qui est à la tête du Double-Pays », « scribe royal », « général en chef », « prince héritier ». Toutefois, deux documents (un gros scarabée de Pi-Ramsès et à nouveau la statue usurpée de Sésostris Ier), probablement à dater de l'extrême fin du règne, indiquent le texte suivant :
« le préposé, l'héritier de Geb, la semence divine issue du taureau puissant, les payas et les contrées étrangères se trouvant sous son poing, celui qui est appliqué lorsqu'il réalise l'équité pour ses pères, tous les dieux, l'unique sans égal, qui domine les chefs de tous les pays étrangers, le scribe royal, général en chef, le fils du roi, Mérenptah, qu'il vive éternellement. »
Sur ces deux documents, Mérenptah n'est donc pas encore roi, il n'est que l'héritier (« héritier de Geb », Geb ayant été le premier des rois). Toutefois, il est quasiment le roi : il est sans égal, unique, dominant les pays étrangers, réalisant donc la Maât pour les dieux. Ramsès II devait être à ce moment-là un vieillard en fin de vie et le pouvoir était déjà pleinement entre les mains de Mérenptah qui le fait savoir.

## Règne

### Avènement et premières années de règne

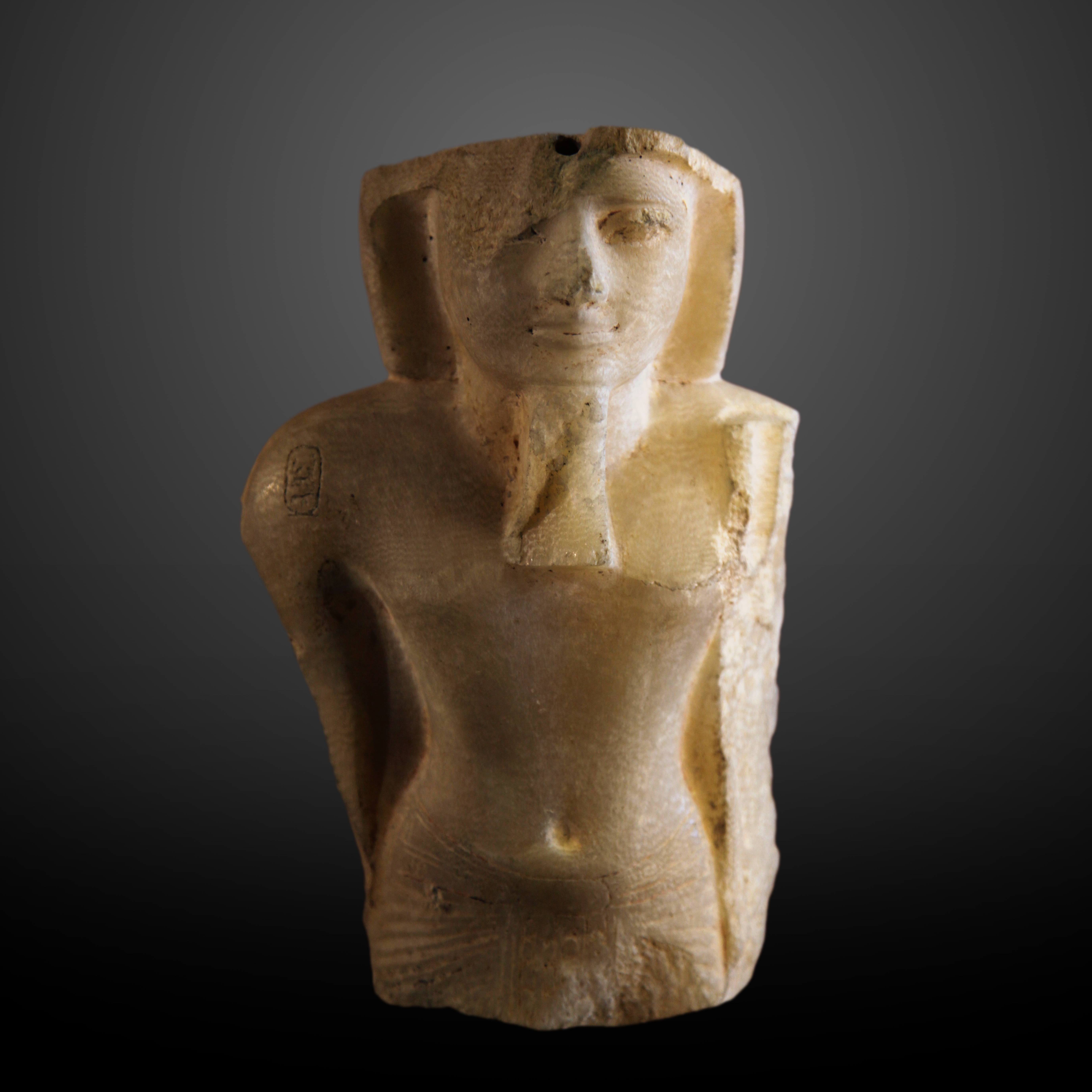
Buste fragmentaire en albâtre de Mérenptah - Musée du Louvre.

C'est avec la mort de Khâemouaset, grand prêtre de Ptah, organisateur des jubilés royaux qui se succèdent en cette dernière partie du règne de Ramsès, et dernier héritier du trône depuis plus d'une décennie que l'ascension de Mérenptah devient inévitable. Il le remplace donc comme futur successeur sur le trône d'Horus et est couronné sous le nom de « Ba en Rê, Méryamon » c'est-à-dire l'âme de Rê, l'aimé d'Amon.
Sa montée sur le trône ne pose pas de problème étant donné qu'il est le seul héritier en titre à la mort de son père. La date exacte de montée sur le trône est inconnue mais elle est estimée entre le 5e jour et le 13e jour du IIe mois de la saison Akhet.

### Relations internationales
Le Hatti (ou Empire hittite) était en paix avec l'Égypte depuis l'an XXI du règne de Ramsès II. Ainsi, pendant le règne de Mérenptah, les relations entre les deux puissances sont cordiales. Les hittites étant en proie à des disettes, l'Égypte livre des céréales. En retour, les hittites livraient du cuivre, probablement originaire de Chypre, l'île ayant été conquise par Tudhaliya IV à la fin du règne de Ramsès II. Ougarit, sous contrôle hittite, était au centre d'un réseau d'échanges entre les deux empires. Des marchands égyptiens, probablement envoyés par la couronne ou les grands temples, y résidaient, certains d'entre eux bénéficiant de distributions de vins et d'huile en provenance du palais ougaritique. Dans l'autre sens, des marchands d'Ougarit menaient aussi des affaires en Égypte. Ces échanges, attestant de relations diplomatiques et commerciales étroites, bénéficiaient à tous les partenaires. Ainsi, par exemple, le prince d'Ougarit demanda à un interlocuteur dont le nom est perdu un sculpteur pour réaliser une statue représentant Mérenptah. Cet interlocuteur, dans l'impossibilité de le lui fournir, lui envoya à la place des menuisiers et des produits précieux (étoffes de lin, ébène, cornaline, lapis-lazulli). Par ailleurs, a été retrouvée à Ougarit une épée au nom de Mérenptah.
Concernant Canaan, cette région était complètement sous contrôle égyptien. Cette région fournissait principalement du bois d'œuvre destiné à la construction de bateaux et de monuments, des céréales en quantité limitée, de l'huile, du vin, du bétail, des concubines, des travailleurs et des mercenaires. Les marchandises étaient acheminées soit par mer, soit par la voie longeant la côte (celle-là même que la révolte de l'an II a coupée, mettant en péril les relations commerciales et diplomatiques). Cette région était contrôlée par des élites égyptianisées et une présence militaire accrue. D'ailleurs, des temples égyptiens ont été édifiés dans cette région : Hathor à Timna, Amon et probablement Ptah à Gaza.

### Les guerres
Dès l'an II, Mérenptah doit faire face à une révolte en Canaan, matée rapidement. Puis, en l'an V, il arrête la marche des envahisseurs Libyens à la frontière occidentale du delta, avant de mater une nouvelle révolte, cette fois en Nubie.

#### La révolte enCanaan

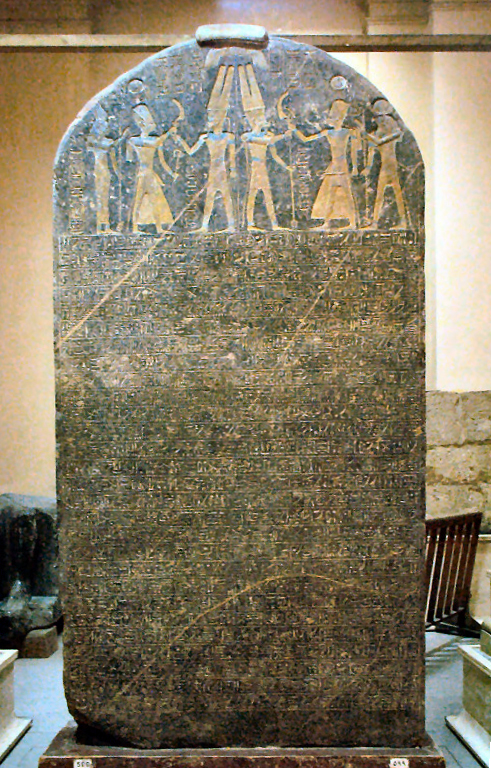
Stèle provenant du temple funéraire de Mérenptah dite « Stèle d'Israël » ou « Stèle de Mérenptah » - Musée égyptien du Caire.

Dès sa deuxième année de règne, Mérenptah a été confronté à une révolte en pays de Canaan. La conduite de l'armée égyptienne par un roi qui avait été général puis général en chef fut un succès. Cette campagne de rétablissement de l'ordre est décrite dans la dernière partie de la fameuse stèle dite d'Israël, retrouvée dans le temple des millions d'années du roi à Thèbes-ouest, ainsi que dans une série de reliefs de la partie extérieure du mur ouest de la cour dite de la cachette dans le temple d'Amon à Karnak. Deux princes accompagnaient le roi lors de cette campagne : Séthy-Mérenptah (le futur roi Séthi II, à cette époque seulement général) et Khâemouaset.
La révolte avait coupé la voie de communication, à la fois commerciale et diplomatique, longeant la mer au nord du Sinaï. L'armée égyptienne traversa cette région et reprit les villes d'Ascalon puis de Gezer. Il est à noter que pour la reprise de Gezer, seul le prince Khâemouaset est mentionné. Il semble que le général Séthy-Mérenptah, commandant une colonne indépendante, quitta l'armée principale de pharaon avant Gezer pour traverser le territoire des Chassous, qu'il combattit - comme le montre la liste des prisonniers sur le relief de Karnak - et atteignit la vallée du Jourdain. Le roi et son fils cadet, après Gezer, atteignirent la ville de Yenoam, située au sud-ouest du lac de Tibériade, qu'ils prirent. À partir de là, l'armée de pharaon, allant vers le sud, et celle de son fils aîné, continuant sa marche vers le nord dans la vallée du Jourdain, se rejoignirent. Le but de la manœuvre était probablement de prendre en tenaille le peuple d'Israël, cité pour la première fois dans l'histoire, population mobile vivant dans les monts de Judée difficiles d'accès pour une armée en marche.
De retour en Égypte, Mérenptah proclama sur ses deux monuments (stèle et mur de Karnak) sa victoire (le terme Kharou renvoyant peut-être au littoral méditerranéen jusqu'à Byblos) : 
« Canaan a été razzié de la pire manière. Ascalon a été enlevée. Gezer a été vaincue. Yenoam est comme si elle n'avait jamais existé. Israël est dévasté, sa semence n'est plus. Kharou est devenue une veuve du fait de l'Égypte. Toutes les terres sont réunies en paix. »

#### La menace libyenne et despeuples de la mer
Mais la menace la plus sérieuse, cette fameuse cinquième année du règne, au 1er jour du IIe mois de la saison Chémou, fut celle de la première incursion des Libyens alliés aux peuples de la mer qui s'étaient déjà massés aux marches ouest de l'Égypte. Cette tentative d'invasion fait suite à de grands bouleversements qui vont modifier durablement l'équilibre des forces du monde antique. Déjà le Mittani était tombé sous les coups de la puissance militaire de l'Assyrie, nouvelle puissance montante de la région et qui menaçait constamment les intérêts égypto-hittites. L'empire Hittite allié de l'Égypte depuis le traité de paix conclu entre les deux puissances sous le règne de Ramsès, présente alors ses premiers signes de faiblesse, annonçant sa désagrégation puis sa disparition complète de la scène internationale d'alors quelques générations plus tard. Victime d'une terrible famine, Mérenptah en vertu des clauses de ce traité qu'il respecte à la lettre, lui adresse un soutien alimentaire sous la forme de cargaisons de blé, fait qu'il relate dans les inscriptions proclamant les hauts-faits de son règne. C'est alors qu'interviennent les invasions doriennes, qui par vagues successives provoquent par leur violence un exode de masse de toutes les populations des territoires que ces peuples venus d'Illyrie ravagent.
Ce sont ces peuples exilés et en quête de nouvelles terres, appelés par les Égyptiens peuples de la mer, qui par voie de terre et de mer vont s'abattre sur le Moyen-Orient. Ces bouleversements s'étalent sur plusieurs décennies, et les troubles qu'ils occasionnèrent ont peu à peu déstabilisé la sécurité qui régnait alors sur la région et le commerce qui reliait les grands empires de l'époque que représentaient l'empire de Babylone, l'empire Hittite et celui de l'Égypte qui conserve encore le contrôle du couloir syro-palestinien.
Une partie de ces migrations finit par se fixer en Libye et fondent alors sur l'Égypte. Emmenés par un chef du nom de Mériay qu'ils élisent roi selon les textes égyptiens, cette coalition de peuples hétéroclites quitte les régions côtières de la Marmarique et envahit le delta oriental du Nil, menaçant Héliopolis et surtout Memphis qui étaient semble-t-il assiégées. Ainsi, la grande inscription de Karnak indique :
« Ils pénétrèrent dans la campagne d'Égypte, jusqu'au Nil. Ils s'arrêtèrent, passant des jours et des mois assis. [...] passant leurs journées à traverser le pays en combattant pour remplir leurs estomacs quotidiennement, venant dans la terre d'Égypte pour chercher ce qui est nécessaire à leurs bouches. »
Mérenptah rassembla ses troupes et les lança contre l'ennemi un mois après les débuts de l'invasion. Si ce début de réaction a pu être qualifié de tardif pour certains, il est fort possible que le roi, voyant ses troupes dans le nord du pays en infériorité numérique, ait préféré attendre les troupes du sud pour éviter de gaspiller ses soldats. Meriay, le chef ennemi, réorganisa probablement ses troupes, permettant ainsi à Mérenptah de lever les sièges de Héliopolis et Memphis.
Mérenptah reçut alors en songe l'assurance de Ptah qu'une grande victoire l'attendait : 
« Alors sa Majesté vit, en rêve, comme si une statue du dieu Ptah se tenait devant elle. [...] Il (= Ptah) lui parla : "Prends, lui dit-il, tendant le glaive de combat, et chasse toute crainte de ton cœur". »
Le combat a lieu dans le IIIe nome de Basse-Égypte, le Nome de l'Occident, dans un lieu nommé Païrou, à situer près de Momemphis. Cette bataille tourne à l'avantage des Égyptiens et les comptes rendus de la campagne font état de plus de neuf mille morts et tout autant de prisonniers parmi les rangs des envahisseurs. Meriay parvient à s'enfuir laissant derrière lui ses femmes, ses enfants et son camp aux mains des troupes égyptiennes. Victorieux, Mérenptah parvient à arrêter un temps la menace et repousse ainsi de quelques dizaines d'années une invasion plus massive qui devait se produire sous le règne de Ramsès III.
Si Mérenptah a réussi à vaincre les coalisés, il s'agissait de la première fois que des ennemis étrangers foulaient la terre des pharaons depuis les Hyksôs plus de trois siècles auparavant et le traumatisme dut être considérable pour une partie de la population. Ainsi, c'est peut-être pourquoi la stèle d'Israël insiste sur la paix revenue :    
« Une grande joie advint en Égypte, la jubilation est montée dans les villes du Pays bien-aimé ; elles traduisent les victoires que Mérenptah-Hotephermaât a remportées sur le Tjéhénou ! Comme il est aimé, le prince victorieux ! Comme il est avisé, le seigneur du commandement ! Oh, il est doux de s'asseoir en bavardant ! Oh, (pouvoir) marcher et aller librement sur le chemin sans qu'il y ait de crainte dans le cœur des hommes ! Les forteresses ont été abandonnées pour eux, les puits ont été rouverts et sont accessibles aux messagers, les parapets des remparts sont calmes ; c'est la lumière du Soleil qui réveille leurs guetteurs. Les Medjaÿs sont couchés et dorment (tranquillement). Les éclaireurs Naous et Tjeketen vont dans les champs selon leur désir. Le bétail des champs est laissé en libre pâture, sans berger traversant le flot du fleuve. Plus de cris, de hurlement dans la nuit (disant) : "Halte ! Vois celui qui approche vient avec le langage d'autres hommes !" On va et on vient en chantant, plus de lamentations de gens en deuil ! Les villes ont été fondées à nouveau. Celui qui laboure, il mangera la moisson. Rê s'est tourné vers l'Égypte et il est (sa) progéniture, le destin pour son (= l'Égypte) protecteur, le roi de Haute et Basse-Égypte, Baenrê-Méryamon, le fils de Rê, Mérenptah-Hotephermaât. »
Derrière la dimension lyrique du texte se dessine autre chose : la reconstruction des villes, le retour de la Maât et des dieux grâce à Pharaon.

#### La révolte en Nubie
Cette même cinquième année du règne, au 1er jour du IIIe mois de la saison Chémou, l'ensemble de la Nubie se souleva également, alors que le roi était encore occupé au nord. La Nubie contrôlée par Merenptah était la Nasse-Nubie, aussi appelée Pays de Ouaouat, de la 1re à la 2e cataracte, et la Haute-Nubie, aussi appelée Pays de Koush, de la 2e à la 4e cataracte, ainsi que les ouadis alentours d'où provient l'or de Nubie.
Si certains ont vu dans la concomitance des évènements une préméditation des actions par une alliance des Lybiens et des Nubiens, mais il semble plutôt que les Nubiens ont simplement profité de l'occupation des troupes du roi au nord pour se soulever. Malgré la victoire des Égyptiens sur les Libyens et les peuples de la mer, l'armée du roi était dans le Delta, et quelques garnisons restées en Nubie n'étaient pas suffisantes pour retenir l'ensemble des Nubiens révoltés. Il fallut près d'un mois pour faire descendre les troupes égyptiennes par le Nil, ce qui permit aux Nubiens de pénétrer le territoire égyptien proprement dit.
Lors de cette campagne, le roi fut secondé par le vice-roi de Koush (dont le nom est martelé) selon la stèle d'Amada. Toutefois, une figuration située non loin d'Assouan indique que le vice-roi à l'époque de Merenptah se nomme Messouy. Or un graffito du temple d'Amon à Amada indique que le vice-roi de Koush Messouy était « fils royal véritable » et ses représentations semblaient avoir un uræi, par la suite, sur le front. Ceci amène certains à identifier ce Messouy au futur usurpateur Amenmes, appelé par ailleurs Messy.
Selon la stèle d'Amada, le déroulement des opérations semble avoir été moins long et la répression qui a suivi d'une brutalité et d'une violence extrême :
« Le souffle brûlant de sa (= Mérenptah) bouche fut projeté contre le pays de Ouaouat. Ils furent détruits en une (seule) fois. Ils n'ont pas d'héritiers car ils ont tous été emmenés en Égypte. Leurs chefs ont été jetés au feu devant eux. (Quant au) reste, leurs mains ont été coupées à cause de leur faute ; les autres, leurs oreilles et leurs yeux ont été arrachés, emportés à Koush et ils ont été jetés en tas dans leurs campements. »
À nouveau, des étrangers, bien que vivant dans des territoires contrôlés par l'Égypte depuis des siècles, avaient pénétré en territoire égyptien, expliquant peut-être l'extrême brutalité des Égyptiens. Le fait que les restes des nubiens morts au combat aient été emportés à Koush (le terme doit désigner ici l'ensemble de la Nubie et non uniquement le sud) avait pour but à la fois d'expulser la souillure que leur présence en Égypte représentait et de réduire toute velléité de révolte, ce qui fonctionna effectivement pendant quelques décennies, jusqu'au règne de Ramsès III qui intervint effectivement en Nubie comme le montrent certains reliefs de son temple des millions d'années à Médinet Habou

#### Bilan des guerres
En dépit de cette grave crise que vient de traverser le pays, Mérenptah parvient à tirer tout le bénéfice de l'héritage de son père tant sur le plan militaire que politique. La défaite des coalisés est écrasante, la Nubie est sous contrôle et l'alliance avec les Hittites confirmée voire renforcée, permettant aux deux empires de conserver encore un temps leur emprise sur la région. La paix ramenée aux frontières du pays, Mérenptah peut alors reprendre le cours d'un règne plus tranquille et s'attache à restaurer l'ordre et à réparer les dégâts causés par cette guerre qui a laissé de profondes cicatrices dans la société et l'économie de l'Égypte.

### L'œuvre de Mérenptah

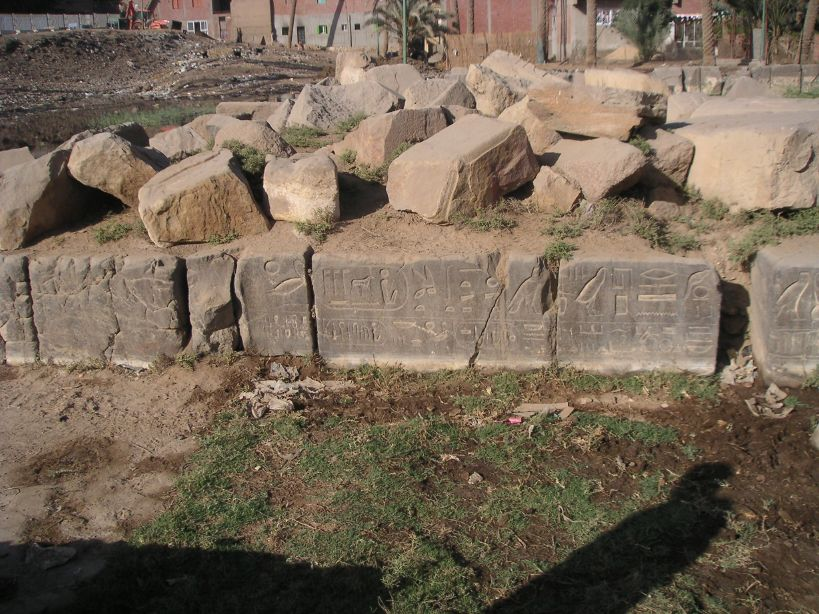
Ruines du grand temple de Ptah de Memphis.

Le programme architectural de Mérenptah se situe essentiellement en Basse-Égypte et dans le delta du Nil. Il résidait comme son père dans la grande cité de Pi-Ramsès et les membra disjecta de la cité retrouvés à Qantir et Tell el-Dab'a ainsi que dans d'autres sites de la région comme Tanis ou Tell Faraoun l'antique Nebesheh, démontrent une certaine activité du roi dans la capitale de l'empire. D'autres sites ont reçu son attention particulière comme Athribis, Bubastis, Mendès, Léontopolis.
Mérenptah est un grand constructeur à Memphis, si l'on en juge par les ruines du palais et du temple de Ptah qu'il y fit construire au sud de l'enceinte principale de la ville. Le temple a été découvert par William Matthew Flinders Petrie au début du XXe siècle tandis que le palais a été fouillé au cours de la Première Guerre mondiale par une équipe américaine dirigée par Clarence Stanley Fisher. L'ensemble était abrité dans une puissante enceinte qui a été identifiée en premier lieu par Petrie avec l'enceinte de Protée citée par Hérodote. Bien que les ruines de ces monuments nous ont partiellement conservé leur plan initial, les fouilles ont mis au jour les éléments d'une porte monumentale en calcaire, décorée de colonnes campaniformes et ornée de reliefs au nom du roi, le figurant notamment en train de terrasser les ennemis de l'Égypte, au premier rang desquels figurent les Libyens.
Le temple de Ptah de Mérenptah est resté en fonction pendant tout le reste du Nouvel Empire comme l'attestent les inscriptions en surcharge de pharaons postérieurs. Le palais quant à lui, a subi un incendie, catastrophe qui a permis d'en conserver le plan ainsi que les nombreux éléments qui le constituaient dont les parties en calcaire rendue inutilisable à la suite du sinistre.
La plupart des éléments de cet ensemble exceptionnellement bien conservé pour la région, se trouve aujourd'hui répartie entre les collections du musée de l'université de Pennsylvanie et celles du Musée du Caire.

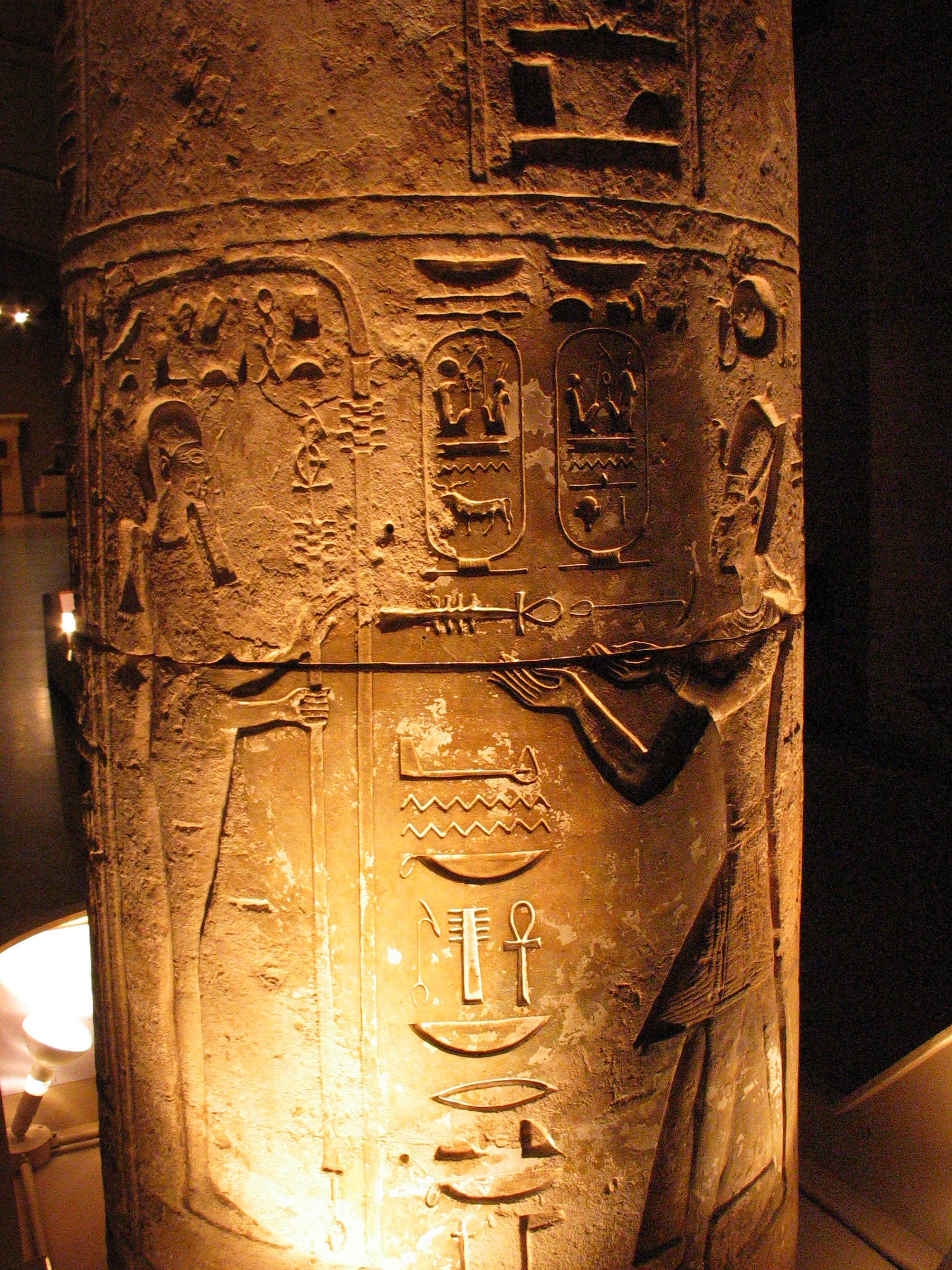
Tambour d'une des colonnes du temple de Ptah de Mérenptah à Memphis.

À Memphis toujours, Mérenptah achève également ou poursuit la décoration de la salle hypostyle du grand temple de Ptah, où sa titulature suit celle de Ramsès II. L'état de ruine actuelle du monument ne permet pas d'apprécier davantage son intervention dans cette salle imposante, œuvre probablement débutée sous le règne de son grand-père Séthi Ier et magistralement développée par son père Ramsès.
Merenptah aurait ainsi marqué un nouveau développement magistral de la cité, preuve qu'à cette époque le roi et sa cour résidaient de nouveau régulièrement à Memphis, nécessitant donc de nouveaux aménagements. L'enceinte et donc l'aire du grand temple du dieu Ptah aurait été ainsi considérablement agrandie et occupait dès lors une grande partie de la cité, englobant ou se rattachant ainsi les petites fondations de son père et grand-père.
À Héliopolis, on doit également à Mérenptah une salle ou une cour à colonnes papyriformes monolithiques de granite. Les restes de ces colonnades se trouvent exposés et partagés entre le musée en plein air installé autour de l'obélisque de Sésostris Ier, les jardins du Musée du Caire et le British Museum. On a également retrouvé et redressé une colonne dédicatoire à l'ouest de la grande enceinte des temples solaires, dite Colonne de la Victoire de Mérenptah, qui commémore l'issue victorieuse de ses combats contre les envahisseurs Libyens.
En Haute-Égypte, l'œuvre de Mérenptah est essentiellement axée sur la pérennisation des fondations initiées ou fondées par son père et grand-père en achevant ou en en complétant la décoration des monuments.
À Hermopolis Magna, il fait achever la décoration du petit temple d'Amon inauguré sous le règne de son père.
De même, à Abydos, il fait décorer le cénotaphe du temple de Séthi Ier, consacrer des statues royales dans le temple d'Osiris et laisse des dédicaces dans les sanctuaires de ses ancêtres, assurant ainsi le renouvellement des revenus des temples et maintenant leurs cultes. Il confie également à Youyou le grand prêtre de la ville, le soin de restaurer le tombeau d'Osiris que les Égyptiens situaient à Oumm el-Qa'ab dans le cimetière des premières dynasties.

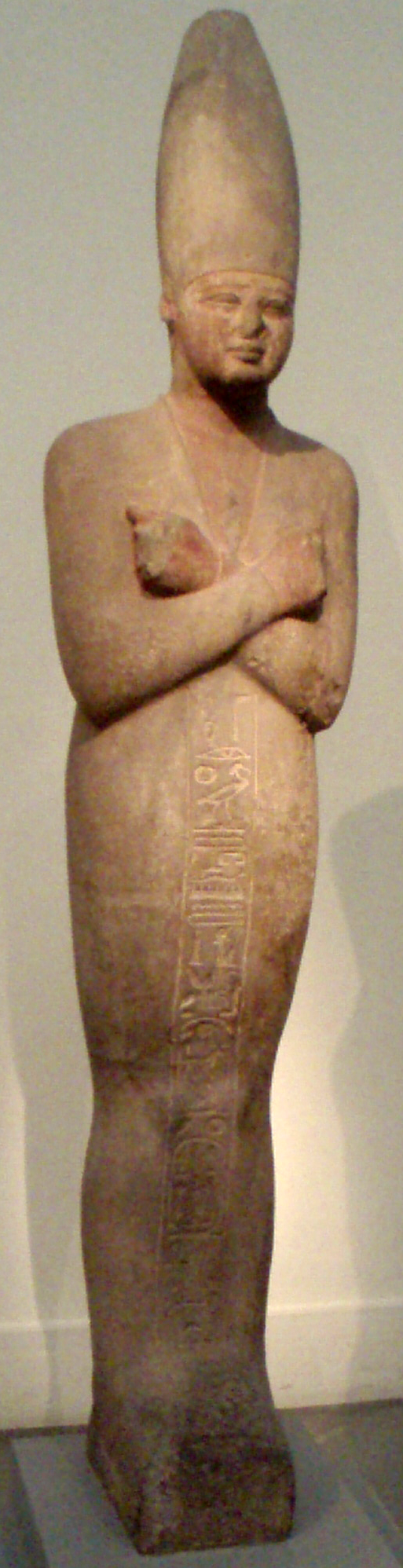
Colosse osiriaque réinscrit au nom de Mérenptah provenant du temple de Montou d'Hermonthis - Musée des Beaux-Arts (Boston).

D'Abydos à Thèbes on trouve son intervention dans les principaux sanctuaires de la région comme au temple de Min à Coptos, d'Hathor à Dendérah ou de Montou à Médamoud.
La plupart de ces interventions se limitent il est vrai à des inscriptions ou des réinscriptions au nom du roi de monuments antérieurs, dont notamment ceux de son père. La durée du règne et la situation géopolitique fragile de l'époque sont probablement les raisons fondamentales des limites de ce programme. Cependant son programme architectural démontre une certaine piété à l'égard des monuments de ses ancêtres, le roi s'attachant tout particulièrement à maintenir l'état du pays dont il a hérité.
À Thèbes, Mérenptah intervient à Louxor où il fait consacrer des statues à son nom, inscrit sa titulature dans la grande cour que son père ajouta au temple d'Amon-Min et fait sculpter une grande inscription commémorative de la victoire de l'an 5 sur l'un des murs de la grande cour des fêtes du temple d'Amon-Rê de Karnak.
Sur la rive occidentale du fleuve, il se fait construire un temple des millions d'années. Pour l'occasion il fait rouvrir les carrières de grès du Gebel Silsileh mais utilise également largement les matériaux provenant des ruines voisines des temples funéraires de la dynastie précédente. On y a en effet retrouvé des reliefs d'Amenhotep III, mais également d'Hatchepsout et de Thoutmôsis III.
Plus modeste que celui de son illustre père, le temple funéraire de Mérenptah, bien que totalement détruit aujourd'hui, n'en est pas moins un exemple complet de ces fondations dédiées au culte royal.
Il possédait deux pylônes, deux cours péristyles dont la première distribuait au sud un palais de temple et au nord la partie administrative de la fondation royale, deux salles hypostyles et un sanctuaire tripartite destiné à abriter les barques sacrées de la triade amonienne qui rendaient visite annuellement au roi divinisé lors de la belle fête de la vallée.
De part et d'autre du temple se trouvent les magasins, le trésor ainsi que les habitations des prêtres chargés d'entretenir le culte du roi.
Ce temple a été pour la première fois fouillé par William Matthew Flinders Petrie qui en a relevé le plan et identifié le propriétaire, mettant au jour notamment la grande stèle de la victoire aujourd'hui exposée au musée du Caire. L'ensemble a fait l'objet ces dernières années d'une fouille exhaustive et d'une restauration partielle. Un petit musée épigraphique y a été construit y abritant les principales découvertes effectuées sur le site.
Enfin de Thèbes à Assouan on retrouve son intervention dans les principaux sanctuaires de la région dont les sanctuaires de Montou de Tôd, Hermonthis et le temple d'Horus d'Edfou. Au Gebel Silsileh à l'occasion de la mise en chantier de son temple funéraire thébain il fait graver une stèle commémorative dans un sanctuaire rupestre, une chapelle royale qu'il fait aménager dans la falaise du site. Plusieurs blocs ainsi qu'une architrave au nom du roi provenant de l‘île Éléphantine indiquent également la présence d'un monument à son nom parmi les sanctuaires de Khnoum, Satis et Anoukis.
En Nubie ce sont les temples d'Amada, d'Ouadi-es-Seboua, d'Amara et d'Akhsha que les vice-rois de Koush Setaou puis Messouy sont chargés de décorer au nom du roi. Enfin au Levant Mérenptah est attesté dans divers sites depuis le Sinaï jusqu'à Ougarit, démontrant que la région était toujours sous le contrôle de l'administration égyptienne.
Ainsi malgré un règne beaucoup plus court que celui de son illustre père, en raison d'une part de son âge avancé lors de son accession au trône mais également de la situation internationale critique qu'il dut affronter, Mérenptah s'inscrit par son action victorieuse et son programme architectural à travers tout le pays, dans la droite ligne du règne de ses prédécesseurs immédiats. Le long règne de Ramsès avait couvert le pays de nombreux monuments qu'il convenait d'achever ou de compléter. Lorsque les moyens et le temps lui en ont laissé le loisir, Mérenptah a pu commander des monuments à sa gloire dont la qualité et la valeur restent importantes, comme l'attestent notamment ses édifices memphites ou thébains.
C'est dans la vallée des Rois que se trouve son œuvre ultime avec le grand hypogée qu'il y a fait creuser et décorer afin d'abriter sa dépouille royale ainsi que le viatique funéraire destiné à l'accompagner dans son grand voyage vers l'Occident.

### Fin de règne et succession
Le dernier document daté de son règne mentionne le 7e jour du IVe mois de la saison Akhet. Séthi II, son successeur, est monté sur le trône entre la fin du Ier mois et le début du IIIe mois de la saison Peret (la saison qui suit la saison Akhet). Le roi a donc régné une dizaine d'années,.
Après sa mort, c'est donc son fils Séthi II qui lui succède. Toutefois, dès la deuxième année de règne, Amenmes, qui semble être le fils d'une autre épouse de Mérenptah, Takhat Ire, se proclame roi depuis la Nubie et conquiert un territoire jusqu'à Abydos-Thinis comme frontière nord. En l'an V du règne de Séthi II reprend le contrôle de l'ensemble du territoire, toutefois, il ne pérennise pas cette réunification car il meurt l'année suivante sans héritier pour lui succéder. Siptah, un jeune prince à la généalogie confuse mais qui semble être un fils d'Amenmes, est placé sur le trône par un chancelier nommé Bay d'origine syrienne. Ce jeune roi est complètement dominé par Bay et par Taousert, la veuve de Séthi II. À la mort de Siptah à nouveau sans héritier, c'est Taousert qui lui succède pour deux ans avant d'être éliminée par Sethnakht, peut-être un descendant de Ramsès II par l'un de ses nombreux enfants. Sethnakht fonde alors une nouvelle dynastie, la XXe, marquant à la fois la fin de la lignée de Mérenptah quelques quartorze ans après la mort de ce dernier et le début de la dernière période de stabilité du Nouvel Empire,.

### Mérenptah est-il le pharaon de l'Exode?
En 1849, Karl Richard Lepsius avait été le premier à faire de Mérenptah le pharaon de l'Exode. L'égyptologue qui n'avait à l'époque que la Bible et la connaissance du successeur de Ramsès II, fit cette conclusion en liant la construction de Pi-Ramsès contemporaine de la naissance de Moïse d'une part, et la mort du roi d'Égypte lors de l'exil de Moïse en pays de Madiân d'autre part.
D'autres égyptologues s'étaient rangés à cette thèse comme François Chabas.
La découverte à la fin du XIXe siècle de la stèle de Mérenptah a donné un certain crédit à cette thèse, qui reste cependant très contestée.

## Sépulture

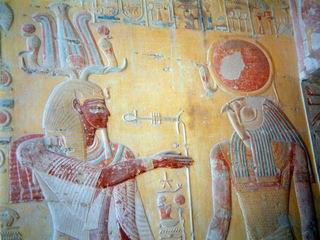
Mérenptah devant le dieu Rê - Vallée des Rois.

Mérenptah a été enterré dans la vallée des Rois, dans la tombe KV8 qui est inachevée à cause de la brièveté de son règne. Elle mesure 164,86 mètres pour un volume de 2 622,08 mètres cubes.
De son mobilier funéraire subsistent quelques vases en albâtre retrouvés par Howard Carter ainsi que les restes des sarcophages externes du roi. Au nombre de trois, ils sont tous en pierre sculptée. Des deux premiers, seuls les couvercles ont été retrouvés dans la tombe.
Le premier, en granit, a été laissé dans une des antichambres de la tombe, là où il avait été déplacé par les pilleurs qui à la fin de l'époque ramesside avaient déjà visité la tombe ou probablement par les prêtres de la XXIe dynastie qui déménagèrent la momie du roi une dernière fois.
Le couvercle du deuxième sarcophage externe, en granit, a été remis à son emplacement initial dans la tombe. Il figure le roi en gisant coiffé du Némès et en position osirienne entouré de chapitres du livre des portes inscrits sur les côtés. À son revers, une représentation de la déesse Nout a été sculptée et devait ainsi embrasser la figure du troisième sarcophage externe.
Ce dernier a été découvert par Pierre Montet, remployé dans le mobilier funéraire de Psousennès Ier à Tanis. Il figure le roi en Osiris, protégé à sa tête et à ses pieds par Isis et Nephtys. Là aussi une remarquable figure en ronde bosse de la déesse Nout a été sculptée au revers du couvercle de la cuve. Elle étend ses bras protecteurs au-dessus du premier sarcophage interne du roi qui a, lui, disparu ainsi que tout le mobilier de valeur du tombeau.

### Redécouverte de la momie de Mérenptah et les causes de sa mort

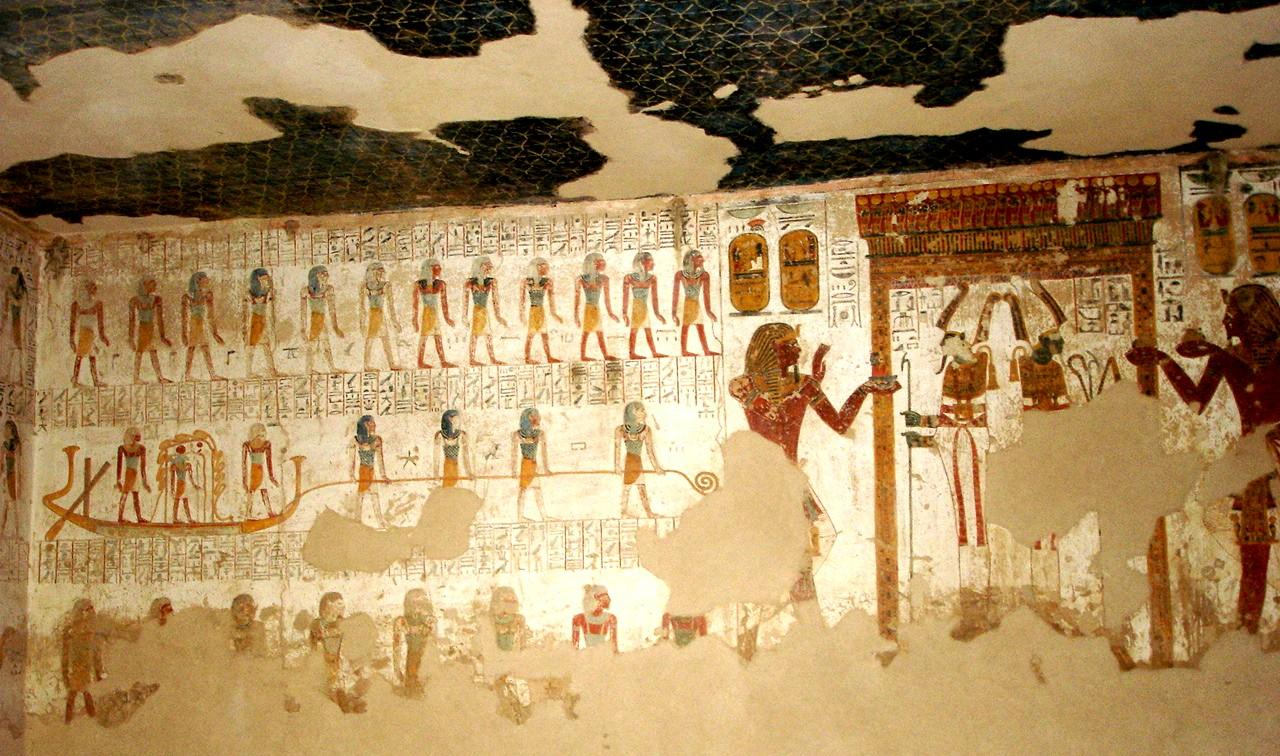
Tombeau de Mérenptah.

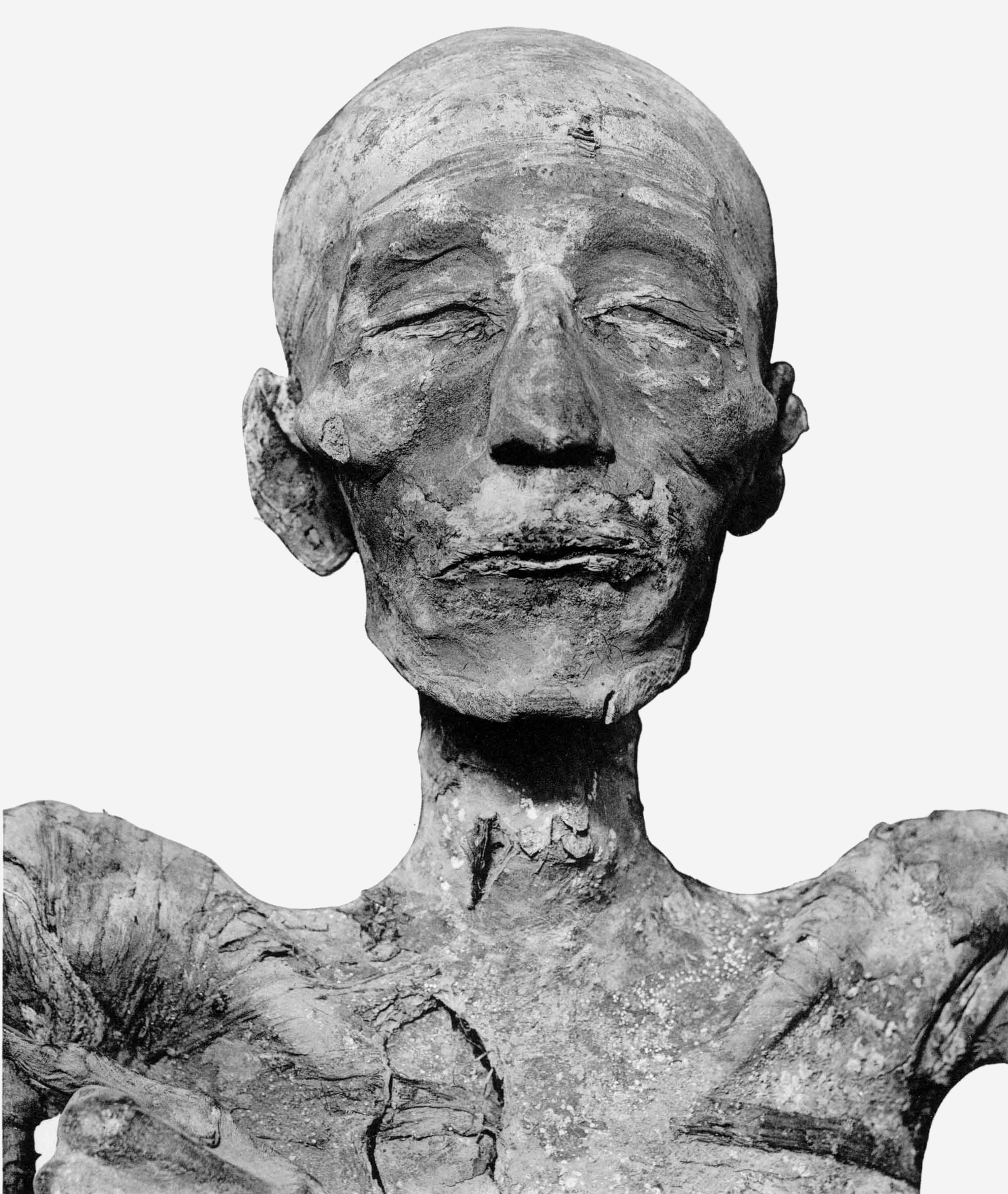
Momie de Merenptah

La momie de Mérenptah a été retrouvée par Victor Loret en 1898, dans la cachette royale aménagée dans la tombe d'Amenhotep II (KV35). Elle y a été déménagée par les prêtres à la suite des pillages dont fut victime la région à la suite des troubles dynastiques qui marquent la fin du Nouvel Empire. À cette occasion, comme beaucoup de momies royales, celle de Mérenptah a été restaurée afin de lui rendre une apparence digne, la violation dont elle a été victime l'ayant certainement déjà privée de tous les éléments précieux qui la recouvraient.
La momie a été démaillotée pour la première fois en 1907 par Grafton Elliot Smith au Caire. L'étude de la momie a révélé que Mérenptah mesurait 1,71 m, était mort âgé et était obèse. Il souffrait à la fin de sa vie de divers maux qui affectèrent les dernières années de son règne et l'ont probablement conduit à la mort. La tête du roi présente par ailleurs à l'arrière du crâne une fracture ouverte comparable a celles d'autres momies royales étudiées comme celle de Séthi II ou Ramsès IV.
En 1965, James Edward Harris et Kent R.Weeks menèrent une étude complète des momies royales, étudiant leur état de santé et les radiographiant, révélant que Mérenptah souffrait notamment d'une mauvaise denture et d'arthrite aiguë. L'examen révéla également plusieurs fractures sur le corps du roi qui n'avaient pas été réparées ou ne présentaient pas de cicatrisation indiquant qu'elles avaient dû se produire post-mortem, soit lors de la manipulation du corps au cours de l'embaumement, soit plus probablement lors de l'intervention des pilleurs de tombes.

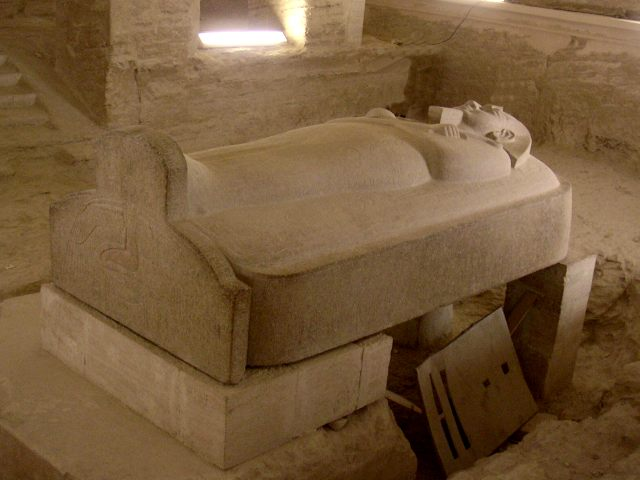
Sarcophage de Mérenptah.

En 1974, pour connaître les raisons de la mort de Mérenptah et des autres momies dont celle de Ramsès II, des recherches furent entreprises sous la direction de Maurice Bucaille avec des collaborateurs égyptiens puis une dizaine d'autres collaborateurs français de disciplines médicales diverses dont Michel Durigon, médecin légiste, assistant à l'époque du professeur F. Ceccaldi, directeur du laboratoire de l'identité judiciaire à Paris, qui leur donna ses avis sur le sujet. Les résultats furent communiqués entre autres à l'académie de médecine et à la Société française de médecine légale. Son livre Les Momies des Pharaons et la médecine présente les résultats de ses recherches. Selon Maurice Bucaille, le pharaon serait mort en raison de traumatismes multiples de grandes violences, des chocs reçus en plusieurs parties du corps : paroi de l'abdomen en arrière, thorax en avant où une zone fut enfoncée, enfoncement de la voûte du crâne mortelle quasi instantanément et de nombreuses lésions sur le côté droit du corps. Selon lui, le fait que les radiographies ne montrent aucun éclatement à distance autour des lésions suggéreraient leur survenue du vivant de ce dernier, alors que des chocs subis par la momie auraient été à l'origine de ruptures des tissus momifiés voisins. La fracture à fragments multiples de son avant-bras, les tissus momifiés ayant éclaté sous l'effet d'un choc violent et qu'il ne pouvait s'être produit de son vivant. Il fait remarquer que personne n'objecta ses conclusions lorsqu'il les soumit devant la Société française de médecine légale en avril 1976. Pour Bucaille, Mérenptah est vraisemblablement mort noyé conformément au récit du Pharaon de l'Exode. Par ailleurs, en 1975, avec la collaboration du professeur Michel Durignon fut effectué le prélèvement d'un tissu musculaire, ce qui permit de constater, en l'examinant à Paris, la parfaite conservation de très fins détails anatomiques du muscle, ce qui démontre selon Maurice Bucaille qu'il fut momifié rapidement.
L'interprétation de Maurice Bucaille est remise en question par Salima Ikram ainsi qu'Aidan Mark Dodson qui voient dans les nombreuses traces de violence dont a souffert la momie du roi, l'intervention brutale des voleurs de sépultures. Les recherches actuelles ne sont pas unanimes quant aux causes de sa mort. Cependant, il est établi qu'il souffrait d'athérosclérose et certains chercheurs émettent l'hypothèse que cette condition a pu contribuer à son décès.

## Titulature
Les éléments de la titulature ont fortement varié au cours du règne, particulièrement le nom d'Horus où près de treize variantes ont été identifiées dans l'ouvrage de Michel Dessoudeix, et près de vingt-cinq variantes ailleurs. En conséquence, seules quelques variantes sont présentées ci-dessous.

## Dans la culture populaire
Mérenptah est le pharaon présent dans la bande dessinée Papyrus. C'est le père de Théti-Chéri. L'invasion des Libyens forme une partie de l'intrigue du tome 16, Le Seigneur des crocodiles. À la fin du no 25 (Le Pharaon fou), Mérenptah décide de graver la fameuse stèle où est inscrit Israël.
Mérenptah (Mineptah dans la bande dessinée) apparaît également dans la bande dessinée Keos de Jean Pleyers et Jacques Martin. Il y est l'ami du héros, Keos, et ensemble ils luttent contre les complots de la cour et le grand prêtre Roy.